# Музей Л. Н. Толстого (Казань)
Музей Л. Н. Толстого — музей, посвящённый пребыванию в Казани русского писателя Льва Николаевича Толстого, расположенный в доме, где он жил с 1841 по 1845 годы у своей тётки П. И. Юшковой. С 2023 года является филиалом Национального музея Республики Татарстан.

## О музее
Решение о его создании как филиала Государственного объединенного музея Республики Татарстан (ныне Национальный музей Республики Татарстан) было принято Кабинетом министров Республики Татарстан 27 октября 2001 года.
Для размещения музея было выбрано мемориальное место в историческом центре Казани, бывшая городская усадьба Горталовых, где Лев Толстой жил с 1841 по 1845 год. Проект этого здания был составлен архитектором А. К. Шмидтом (1783—1843) в 1812 году. В то время улица называлась Поперечно-Казанской от названия собора Казанской иконы Божьей Матери, расположенного на перпендикулярной улице. Для размещения музея, здание было реконструировано. За время проведения работ по реконструкции и реставрации здания коллектив музея во главе с его директором Светланой Александровной Коноваловой совместно с научными сотрудниками головного музея проделал большую работу по подготовке научной документации будущей экспозиции музея Л.Н. Толстого: велись архивные исследования, были проведены археологические раскопки на территории будущего музея и пр. За годы, когда решались проблемы со зданием музея сотрудники вели большую работу по популяризации наследия великого писателя: стало традиционным отмечать ежегодно 9 сентября  день рождения великого писателя, торжественно вспоминать его в день  смерти 20 ноября, разрабатывались  и организовывались лекции о Толстом для школьников и студентов, проводились экскурсии по толстовским местам Казани, создавались выставки.
Коллектив Национального музея Республики Татарстан и музея Л.Н. Толстого курировал ведение ремонтно-реставрационных работ в здании музея,  проделал большую работу по созданию экспозиции и 29 августа 2015 года состоялось открытие музея как музейно-образовательного центра имени Льва Толстого при школе № 39, расположенной рядом.
В залах музея научными сотрудниками, художниками, реставраторами были воссозданы интерьеры комнат братьев Толстых и их тёти П. И. Юшковой, которые знакомят посетителей с бытом усадебной культуры Казани первой половины XIX века. Экспозиции «Л. Н. Толстой и Казань» и «Жизнь и творчество Л. Н. Толстого» представляют вехи биографии писателя. Современная экспозиция с использованием информационных технологий, включает электронные этикетки, сенсорные экраны и пр., которые дают дополнительные сведения для посетителей . Во флигелях усадьбы расположены гончарная мастерская, мастерская резьбы по дереву, студия звукозаписи, а также группа кратковременного пребывания школьников.

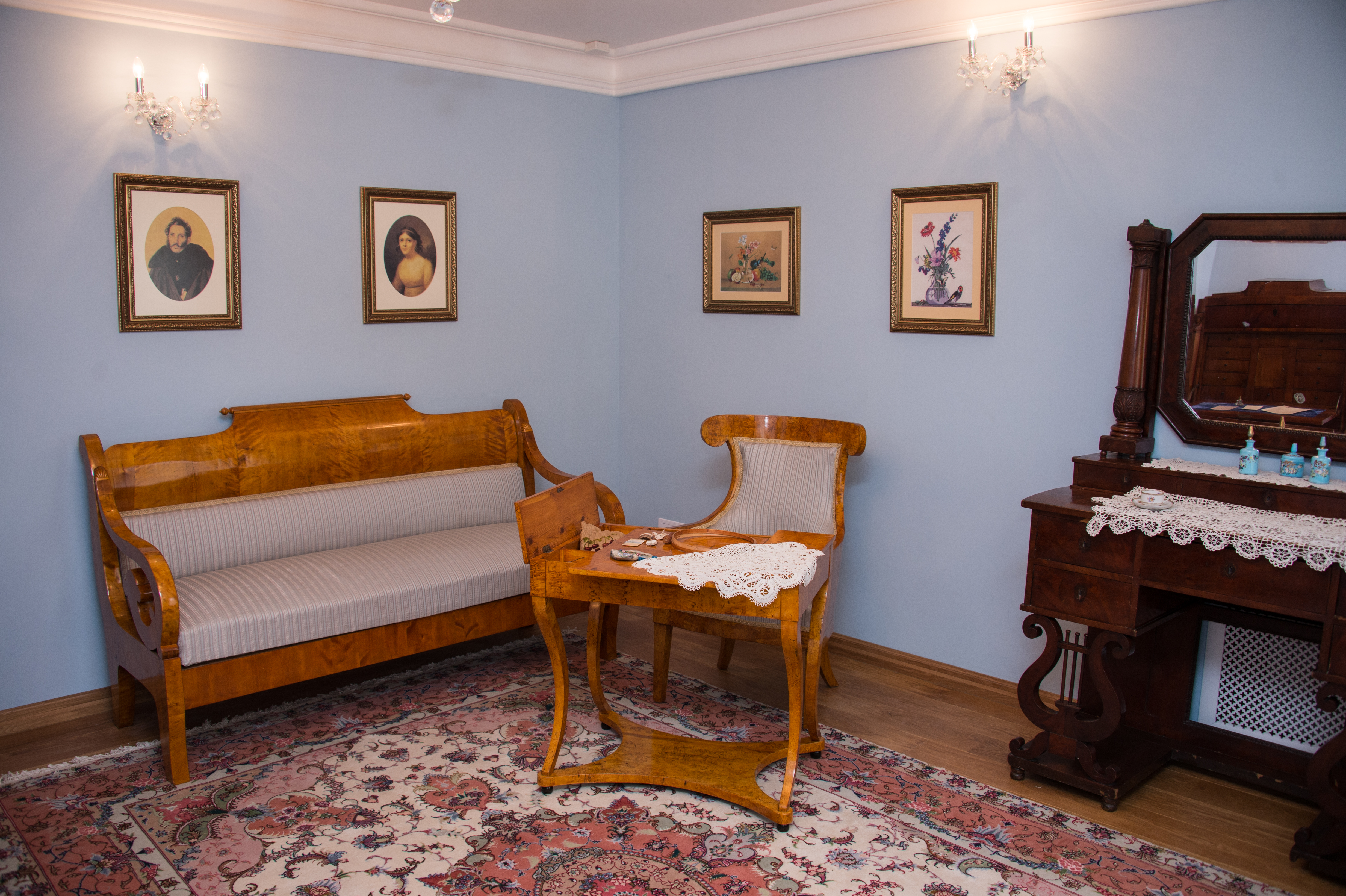
Фрагмент интерьера экспозиции музея

В собрание музея вошла личная библиотека (свыше 10 000 единиц) советского литературоведа, профессора Константина Николаевича Ломунова, много лет занимавшегося исследованием жизни и творчества Льва Толстого, переданная музею благодаря стараниям коллектива музея. Эту коллекцию, вместе с личным архивом Ломунова, передала в 2006 году в дар музею его дочь — музеевед Анна Ломунова. В музее имеется научно-методическая, художественная и историческая литература, редкие альбомы, журналы и словари, собрания книг по исследованию жизни и творчества Л. Н. Толстого. Помимо книжного собрания, в музее хранятся рукописи, фотографии и переписка, а так же мебель из рабочего кабинета Ломунова.
В 2023 году музей вернулся в состав Национального музея РТ, став его четырнадцатым филиалом.